# HörBänd
HörBänd war eine A-Cappella Formation aus Hannover, die aus Studierenden der HMTMH bestand und aus dem Ensemble VOiCE aus Minden hervor ging, welches 5 junge Männer während ihrer Schulzeit gründeten. Das Repertoire bestand überwiegend aus deutschsprachigen Eigenkompostionen und einfallsreichen Volkslied-Arrangements aus der Feder von Joshua Bredemeier.

## Geschichte
Nachdem sich VOiCE-Grundungsmitglied und Countertenor Aaron Bredemeier 2014 dem Vocalensemble vocaldente anschloss, entschieden die vier verbliebenen Sänger, die oberste Stimme von nun an von einer Frauenstimme singen zu lassen und sich einen neuen Namen zu geben: HörBänd. Inzwischen studierten alle Mitglieder in Hannover an der HMTMH, was einen Kompetenzzuwachs in verschiedenen Bereichen mit sich brachte und bereits im Gründungsjahr zu verschiedenen Auszeichnungen und der ersten CD-Aufnahme führte.
Im Folgejahr unterschrieb HörBänd einen Vertrag bei der Agentur Magenta und tourte mit dem ersten Bühnenprogramm durch ganz Deutschland. 2016 wurde (mit neuem Bass und neuem Sopran) die 2. CD aufgenommen, auf der unter anderem der Song Ruhe zu hören ist, welcher mit einer Silbermedaille vom Chorverband NRW ausgezeichnet wurde. Es folgten weitere Besetzungswechsel und die 3. CD, ein reines Weihnachtsalbum, mit umfangreicher Weihnachtstournee.
Die jährlichen Umbesetzungen der Bänd in den sechs Jahren ihres Bestehens führten schließlich zum Ende des Projekts kurz vor Einbruch der Corona-Pandemie. Ein Großteil der ehemaligen Mitglieder ist aber nach wie vor in der A-Cappella Szene aktiv: Silas Bredemeier singt nun den Bass bei SingerPur, Friedemann Petter tourt mit Alte Bekannte durch die Republik, Martin "Ohlsen" Kleine ist zu seiner alten Truppe Draufsänger zurückgekehrt und Joshua Bredemeier schreibt Arrangements für Szenegrößen wie Vivid Voices, PopUp, Quintense und OnAir. Außerdem hat er Arrangements aus dem Hörbänd-Repertoire in seinen Projekten "Lauter Wind" und "Leiser Wind" wieder aufgelegt, bei denen auch die ehemalige HörBänd Sängerin Laura Saleh mitwirkt. Einige seiner Kompositionen für Hörbänd wurden verlegt, beispielsweise bei Helbling.

## Auszeichnungen
(Quelle:)
- 2014
  - Gewinn des Wettbewerbs der internationalen A-cappella-Woche Hannover 'a-capideo'[5]
  - 1. Platz bei der Acappellica Hamburg
  - Deutscher Rock & Pop Preis in Siegen: 1. Platz in der Kategorie 'a cappella' und 2. Platz in 'bester Popkünstler'
- 2015
  - Hanns-Seidel-Stiftung (Songs an einem Sommerabend im Kloster Banz): Nachwuchspreisträger und Sonderpreis als 'Musikalische Brückenbauer' für unsere Volksliedbearbeitungen
  - Vokal Total in Graz: Bester Act und Publikumspreis in der Kategorie 'Comedy', außerdem die 'Magenta Talent Trophy'
  - 1. Platz beim German a-cappella Contest, sowie eine Silbermedaille des Chorverbandes NRW für die Komposition 'Ruhe'
  - Jugend Kulturell Förderpreis: 1. Platz und Publikumspreis im Vorentscheid Düsseldorf und den 2. Platz und Publikumspreis im Finale Hamburg
- 2016
  - Publikumspreis beim Solala Festival Solingen
  - 1. Platz beim 10. Niedersächsischen Chorwettbewerb in Bad Pyrmont

## Diskographie
- 2014: Band I
- 2016: Band II
- 2018: Geschenkband